# Valdelageve
Valdelageve es un municipio y localidad española de la provincia de Salamanca, en la comunidad autónoma de Castilla y León. Se integra dentro de la comarca de la Sierra de Béjar. Pertenece al partido judicial de Béjar y a las mancomunidades Embalse de Béjar y Ruta de la Plata. Su término municipal está formado por un solo núcleo de población, ocupa una superficie total de 16,35 km² y tiene una población de 67 habitantes (INE 2024).

## Historia
La fundación de Valdelageve se remonta a la repoblación llevada a cabo por el rey Alfonso IX de León en torno a 1227, cuando este monarca creó el concejo de Montemayor del Río, en el que quedó integrado, dentro del Reino de León. Con la creación de las actuales provincias en 1833, Valdelageve quedó integrado en la provincia de Salamanca, dentro de la Región Leonesa.
A mediados del siglo XIX, el lugar tenía contabilizada una población de 127 habitantes. Aparece descrito en el decimoquinto volumen del Diccionario geográfico-estadístico-histórico de España y sus posesiones de Ultramar de Pascual Madoz de la siguiente manera:

VALDELAGEVE: l. con ayunt. en la prov. de Salamanca (14 leg.), part. jud. de Bejar (4), dióc. de Coria (14), aud. terr. de Valladulid y c. g. de Castilla la Vieja. sit. en el límite meridional de la prov., confinando con Estremadura en el paso del puerto de Baños; el clima es templado, y las eufermedades mas comunes algun constipado. Se compone de 40 casas de mediana construccion, formando cuerpo de pobl., en cuyas inmediaciones hay un manantial para el uso de los vec; tiene una igl. parr. con la advocacion de San Fabian y San Sebastian mártires, y un cementerio bien sit. Confina el térm. por el N. con Colmenares; E. Montemayor; S. Lagunilla, y O. Sotoserrano; cruza por él el r. Cuerpo de Hombre, que pasa al N. de este pueblo por tierra muy escabrosa; el arroyo Serbon cruza el térm. de S. á N., confluyendo en el r. citado. El terreno es montuoso, pizarroso y de secano; tiene algunas cañadas de buenas tierras. caminos: la calzada que va por puerto de Baños á Sierra de Francia, y los vecinales. El correo se recibe de Bejar. prod.: vino, aceite, centeno, lino y legumbres; hay ganado lanar, vacuno y cabrio, y caza mayor y menor. pobl.: 26 vec., 127 alm. riqueza prod.: 76,150 rs. imp.: 3,807.
(Madoz, 1849, p. 276)

## Demografía
Cuenta con una población de 67 habitantes (INE 2024).
| Gráfica de evolución demográfica de Valdelageve entre 1857 y 2021                                                     |
| |
| Población de derecho según los censos de población del INE. Población de hecho según los censos de población del INE. |

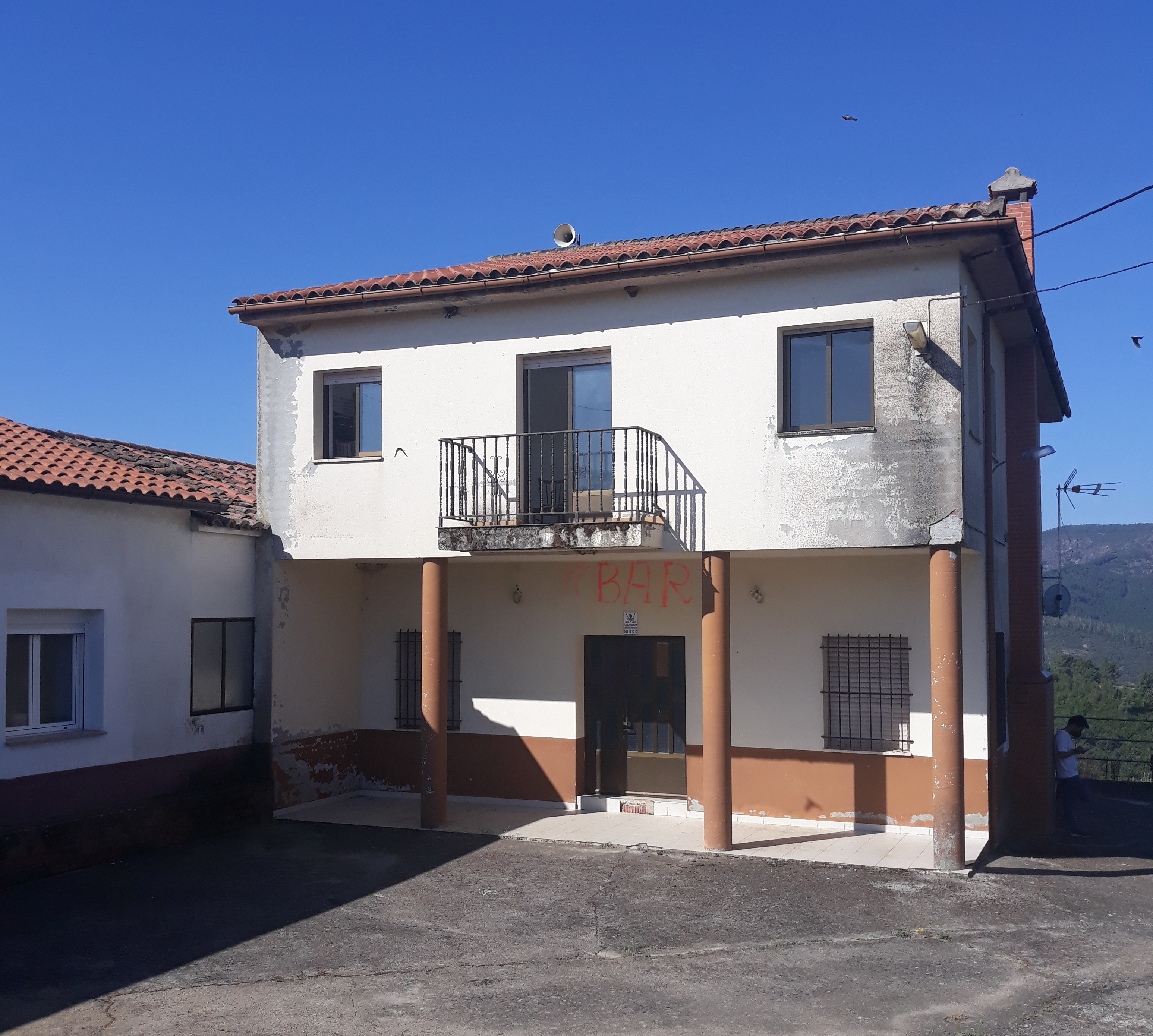
Casa consistorial

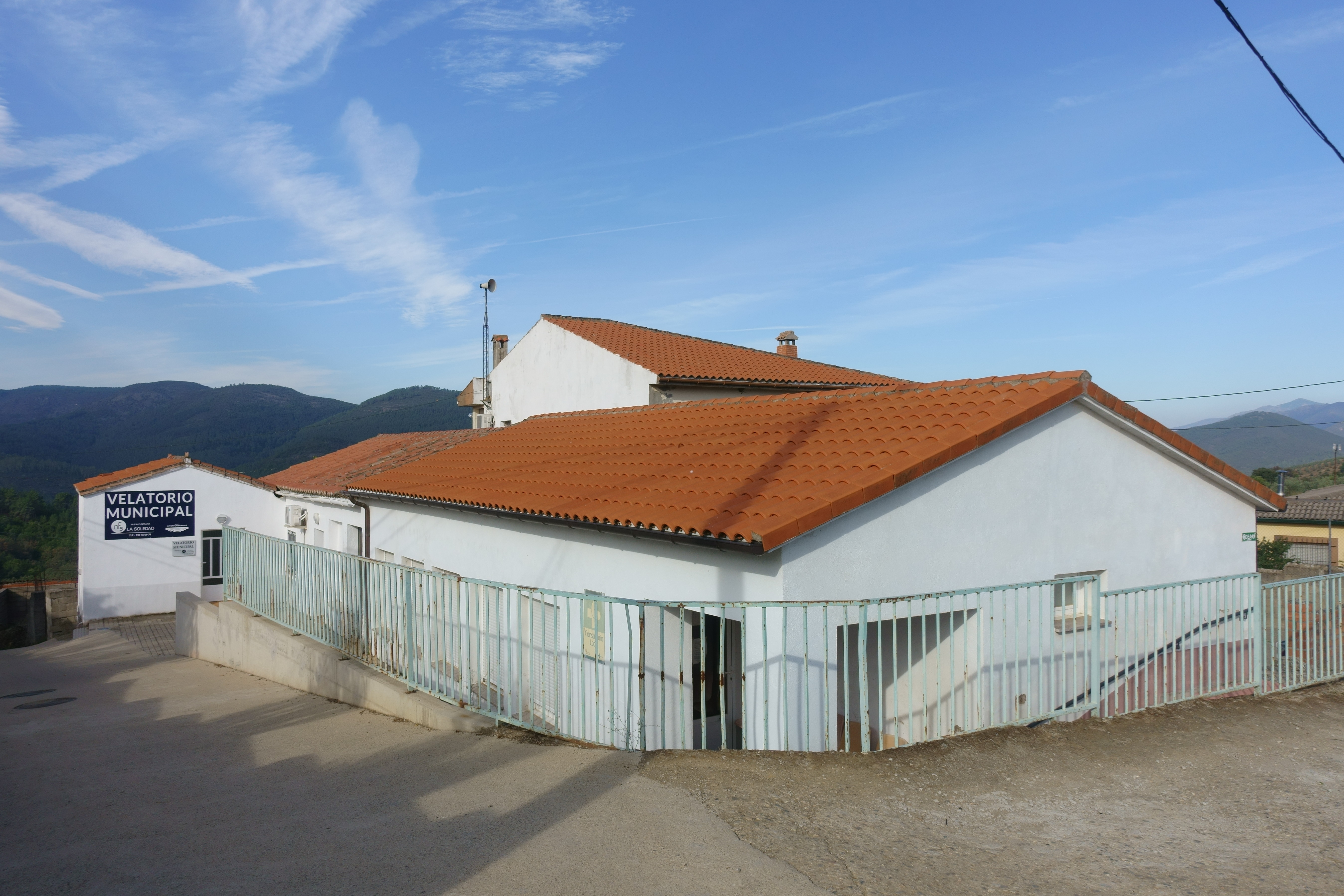
Consultorio médico y velatorio municipal

Según el Instituto Nacional de Estadística, Valdelageve tenía a, 31 de diciembre de 2019, una población total de 76 habitantes, de los cuales 39 eran hombres y 37 mujeres. Respecto al año 2000, el censo refleja 127 habitantes, de los cuales 67 eran hombres y 60 mujeres. Por lo tanto, la pérdida de población en el municipio para el periodo 2000-2019 ha sido de 51 habitantes, un 40% de descenso.

## Transporte
Dada tanto su situación en un extremo de la provincia y de la comunidad autónoma, así como su complicada orografía, el municipio no está bien comunicado por carretera, siendo el único acceso al mismo una carretera local que en sentido norte lo une con Sotoserrano y la Sierra de Francia, mientras que hacia el sur se dirige a El Cerro y Peñacaballera, dónde finaliza en el enlace con la autovía Ruta de la Plata que une Gijón con Sevilla, y cuyo acceso se encuentra a 20 km de distancia.
En cuanto al transporte público se refiere, tras el cierre de la ruta ferroviaria de la Vía de la Plata, que pasaba por el municipio de Béjar y contaba con estación en el mismo, no existen servicios de tren en el municipio ni en los vecinos, ni tampoco línea regular con servicio de autobús, siendo la estación más cercana la de Béjar. Por otro lado el aeropuerto de Salamanca es el más cercano, estando a unos 103 km de distancia.

## Administración y política
| Partido político                         | 2019  | 2019  | 2019       | 2015  | 2015  | 2015       | 2011  | 2011  | 2011       | 2007  | 2007  | 2007       | 2003  | 2003  | 2003       |
| Partido político                         | %     | Votos | Concejales | %     | Votos | Concejales | %     | Votos | Concejales | %     | Votos | Concejales | %     | Votos | Concejales |
| Partido Popular (PP)                     | 62,07 | 36    | 2          | 46,77 | 29    | 1          | 70,73 | 58    | 3          | 48,10 | 38    | 2          | 42,86 | 33    | 2          |
| Partido Socialista Obrero Español (PSOE) | 34,48 | 20    | 1          | 50,00 | 31    | 2          | 29,27 | 24    | 0          | 50,63 | 40    | 3          | 49,35 | 38    | 3          |

## Patrimonio

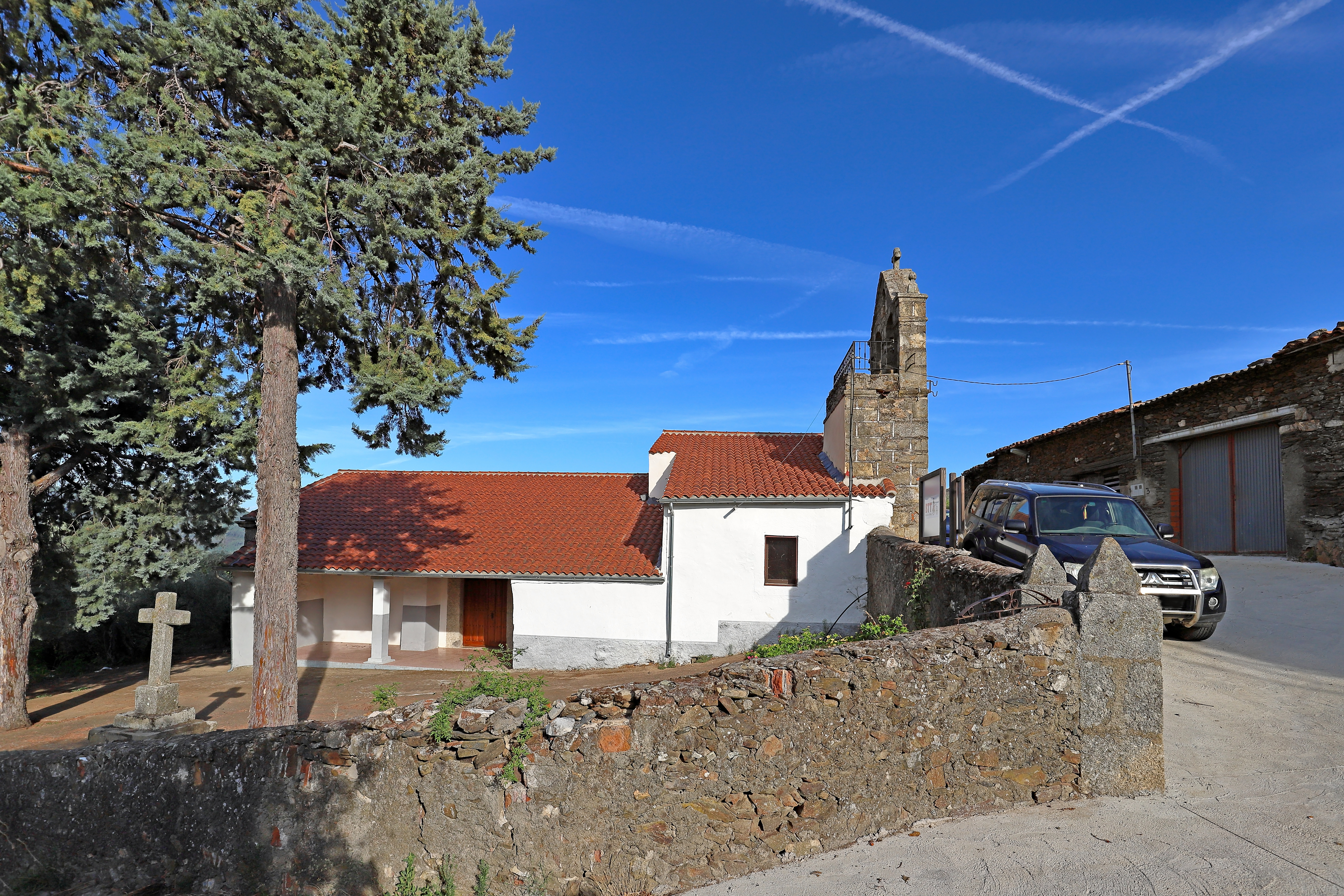
Iglesia de los Santos Fabián y Sebastián

En la localidad hay una iglesia bajo la advocación de los mártires San Fabián y San Sebastián..

## Fiestas
Las Fiestas de los Mártires tradicionalmente se celebraban el 20 de enero si bien, en la actualidad, tienen lugar en agosto de cara a favorecer la presencia de los emigrados del pueblo en ellas.